# 今井潤一
今井 潤一（いまい じゅんいち、1969年 - ）は、日本の工学者。専門は金融工学。慶應義塾大学理工学部教授、日本リアルオプション学会会長。

## 人物・経歴
1997年東京工業大学大学院理工学研究科経営工学専攻博士課程修了、博士（工学）、東京工業大学大学院社会理工学研究科経営工学専攻助手。1999年日本学術振興会海外特別研究員（ウォータールー大学）。同年岩手県立大学総合政策学部講師。同助教授、東北大学大学院経済学研究科准教授を経て、慶應義塾大学理工学部管理工学科教授。
専門は金融工学、モンテカルロ法、リアルオプション分析で、2019年からは日本リアルオプション学会会長も務めた。International Association of Engineers Best Paper Award of The 2009 International Conference of Financial Engineering U.K.、Best Paper Award of The 2009 International Conference of Financial Engineering in The World Congress on Engineering 2009受賞。

## 著書
- 『リアル・オプション : 投資プロジェクト評価の工学的アプローチ』中央経済社 2004年
- 『基礎からのコーポレート・ファイナンス』（古川浩一, 蜂谷豊彦, 中里宗敬と共著）中央経済社 2006年
- 『コーポレート・ファイナンスの考え方』（古川浩一, 蜂谷豊彦, 中里宗敬と共著）中央経済社 2013年